# Video grafična končnica
Video grafična končnica (VGK) je grafična predloga, ki izhaja iz celostne grafične podobe (CGP) in jo uporabljamo za grafični prikaz podobe kanala, ki ga predstavlja.
VGK se kot grafika doda na sliko (video ali statično sliko), s katero podamo informacije o dnevu, uri in kanalu, na katerem se bo določena vsebina predvajala.